# Các trung tâm mua sắm ở Kuala Lumpur
Hầu hết các trung tâm mua sắm ở Kuala Lumpur đều nằm trong các khu phức hợp, bao gồm các khách sạn, nhà hàng, quán cafe, rạp chiếu bóng, khu vực giải trí, trung tâm hội nghị... Cấu trúc chung của các trung tâm thường có một số tầng hầm và các tầng nổi. Mỗi tầng phục vụ tập trung một loại hàng hóa, dịch vụ khác nhau như toàn bộ tầng là hàng tiêu dùng cho đàn ông, cho phụ nữ, cho trẻ em, tầng chuyên hàng gia dụng, chuyên hàng điện tử.
Vì nhiều trung tâm rất lớn nên trong đó có thể có nhiều khu mua sắm của các tập đoàn bán lẻ khác nhau cùng hội tụ. Thí dụ, có thể có những khu vực riêng của Parkson, của Tang, của Robinson... với cách bài trí khác nhau song điểm hay là thường không phân phối trùng mặt hàng với nhau. Khách có thể tự chọn khu vực thích hợp cho mình.

## Mid Valley MegamallvàThe Garden Mall
Nằm gần trung tâm Kuala Lumpur, hai trung tâm này là một và đều nằm trong tổ hợp đô thị khổng lồ Mid Valley City. Riêng Megamall đã rộng hơn 420.000 m², có khoảng 430 cửa hiệu và vô số các cửa hàng dịch vụ.
Hai trung tâm này hợp thành một thể thống nhất, trong đó có nhiều sự lựa chọn tốt cho khách mua sắm. Mid Valley Megamall khánh thành năm 1999, còn The Garden (còn được biết đến dưới tên (The Garden at Mid Valley City) khánh thành năm 2007. Hai trung tâm này liên thông với nhau qua một đường nối ngắn và dễ dàng qua lại.

## 1 UtamaShoppingCentre
Gần vùng ngoại vi của Kuala Lumpur, đây là một trong những trung tâm mua sắm lớn nhất ở Kuala Lumpur. Với diện tích cực lớn, hơn nửa triệu m² mặt bằng, để đi hết cả Utama, cần ít nhất một ngày ròng. Tại Utama, các cửa hiệu rất đa dạng và đáp ứng được hầu hết nhu cầu của khách mua sắm.
Mức giá của các loại hàng hóa, dịch vụ, kể cả ăn uống ở Utama là khá dễ chịu và mức độ giảm giá là khá cao.
Đây là một trong những trung tâm thu hút đông khách mua sắm nhất ở Kuala Lumpur, mỗi ngày có từ 60.000 – 90.000 lượt khách đến mua sắm. Các ngày cuối tuần số lượng khách thường tăng lên gấp đôi.
Cùng với Mid Valley, Utama là nơi rất thích hợp với khả năng mua sắm của người Việt Nam.

## Sunway Pyramid
Trung tâm này cực lớn và nằm hơi xa một chút, tại Sunway city, một thành phố vệ tinh hoàn chỉnh các chức năng ở bang kế cận với Kuala Lumpur song có thể đi đến khá dễ dàng với khoảng cách chừng 15 km. Thành phố này do tập đoàn Sunway đầu tư xây dựng. Khách mua hàng còn có thể truy cập Internet wifi miễn phí. Sunway Pyramid có hơn 300 cửa hiệu và Pyramid 2 ở cùng tổ hợp có hơn 500 cửa hiệu nữa, hợp thành một khu mua sắm khổng lồ.
Khách đến Sunway Pyramid có thể đi tham quan thành phố và vào các công viên vui chơi ở ngay kế cận để chơi các trò trong công viên nước và trò chơi cảm giác mạnh.

## Berjaya Times Square
Được khai trương từ năm 2003, Berjaya Times Square được mệnh danh là "tòa nhà rộng lớn nhất thế giới" được xây dựng và hoàn thành trong một lần duy nhất. Toàn bộ khu phức hợp của tòa nhà này có diện tích hơn 700.000 m² và có trên 1000 cửa hiệu các loại.
Berjaya Times Square nằm ở ngay trung tâm của Kuala Lumpur, phía cuối đại lộ mua sắm nổi tiếng Jalan Bukit Bintang.
Các thương hiệu tụ hội ở Berjaya khá đa dạng, phong phú. Ở đây cũng thường xuyên tổ chức các sự kiện dành cho khách mua sắm. Khách đến có thể thấy thú vị vì ngay trên cây cầu qua đường, dẫn vào Berjaya đã có vô số shop mua bán nhộn nhịp.

## Pavilion Kuala Lumpur
Nằm ở ngay đầu Jalan Bukit Bintang, con đường ngắn song rất nổi tiếng ở Kuala Lumpur bởi chi chít các trung tâm mua sắm lớn. Đây cũng là một tổ hợp lớn, hiện đại, được thiết kế sáng sủa, dịch vụ chu đáo.
Tại đây có rất nhiều cửa hiệu của các thương hiệu hàng đầu thế giới ở ngay tầng trệt. Các cửa hiệu này luôn có hàng mới và đa dạng về mẫu mã, đặc biệt thích hợp với các khách hàng cao cấp, thích đồ hiệu nổi tiếng.
Pavilion còn có điểm hay đặc biệt là ở khu phức hợp ngay cạnh có vô số quán bar, nhà hàng, club rất đẹp và nhộn nhịp cả ngày lẫn đêm. Khách hàng cũng có thể chọn ngồi trong nhà hoặc ngoài trời.

## Sungei Wang Plaza
Là một trong những trung tâm mua sắm lớn nhất ở Kuala Lumpur và được khánh thành từ lâu. Trung tâm này cũng nằm cạnh Jalan Bukit Bintang.
Tại Sungei Wang Plaza có khá nhiều loại hàng điện tử cho khách lựa chọn.